# Proekoides cedarbergensis
Proekoides cedarbergensis är en insektsart som beskrevs av Stiller 1986. Proekoides cedarbergensis ingår i släktet Proekoides och familjen dvärgstritar. Inga underarter finns listade i Catalogue of Life.